# Mark Changizi
 (septembre 2017).
Si vous disposez d'ouvrages ou d'articles de référence ou si vous connaissez des sites web de qualité traitant du thème abordé ici, merci de compléter l'article en donnant les références utiles à sa vérifiabilité et en les liant à la section « Notes et références ».
Mark Changizi (né en 1969) est un neurobiologiste, théoricien et un auteur scientifique américain.

## Percevoir le présent
Changizi propose d'expliquer les illusions visuelles avec le décalage entre le moment où la lumière frappe la rétine et celui où le cerveau traduit le signal en une perception visuelle du monde. Ce délai met environ un dixième de seconde.
Changizi affirme que le système visuel humain a évolué pour compenser les retards de neurones en générant des images de ce qui se produira un dixième de seconde dans l'avenir. Cette clairvoyance permet aux humains de réagir à des événements au moment présent, d'accomplir des actes réfléchis comme attraper un ballon et de manœuvrer en douceur à travers une foule.

### Livres
- The brain from 25,000 feet, 2003
- The Vision Revolution: How the Latest Research Overturns Everything We Thought We Knew About Human Vision, 2010
- Harnessed: How Language and Music Mimicked Nature and Transformed Ape to Man, 2011

### Publications
- Changizi M A, Widders D M, 2002, "Latency correction explains the classical geometrical illusions" Perception 31(10) 1241 – 1262
- Changizi, M. A., Hsieh, A., Nijhawan, R., Kanai, R., & Shimojo, S. (2008). Perceiving the Present and a Systematization of Illusions. Cognitive Science, 32(3), 459–503. http://doi.org/10.1080/03640210802035191